# Нігде (провінція)
Ні́где, або Ні́де (тур. Niğde) — провінція в Туреччині, розташована в регіоні Центральна Анатолія. Столиця — Нігде (Ніде).

## Назва
Назва Нігде походить від назви міста в античні часи Накіта (Нахіта), яке в свою чергу, походить від хетської назви na-hi-ti- ia, вперше згаданої в написі лувійського царя Саруаніса.

## Географія
Іл Нігде межує з мулом Кайсері на сході, Мерсін на півдні, Адана на південному сході, Аксарай на заході, Невшехір на півночі, Конья на південному заході.
Провінція Нігде з трьох сторін оточена гірським хребтом Тавр з горою Хасан і річкою Мелендіз. На заході простягається рівнина Еменало з родючим ґрунтом, завдяки якій в провінції Нігде розвинене сільське господарство, перш за все виробництво яблук і картоплі.
Клімат сухий і холодний, зі снігом і холодним північним вітром взимку і практично без опадів влітку.

## Історія
Територія заселена з 8000-6700 років до н. е. (неолітичне поселення Тепечик-Чифтлик).  Пізніше тут оселилися хетти приблизно в 1000-800 році до н. е.
Потім сюди прийшли ассирійці, фригійці, греки, перси, Олександр Македонський і візантійці, які побудували місто Т'яна з палацами і фонтанами.
Візантійськей панування тривало до завоювання провінції в 1166 році сельджуками. До початку XIII століття  Нігде було одним з найбільших міст Анатолії, до цього періоду відноситься вражаюча кількість мечетей і усипальниць. З 1471 року ця територія належала Османській імперії, а з 1920 року - республіці Туреччина.

## Населення
Населення - 348 081 жителів (2009). Адміністративний центр - місто Нігде, в ньому проживає більше 100 тисяч мешканців.

## Адміністративний поділ

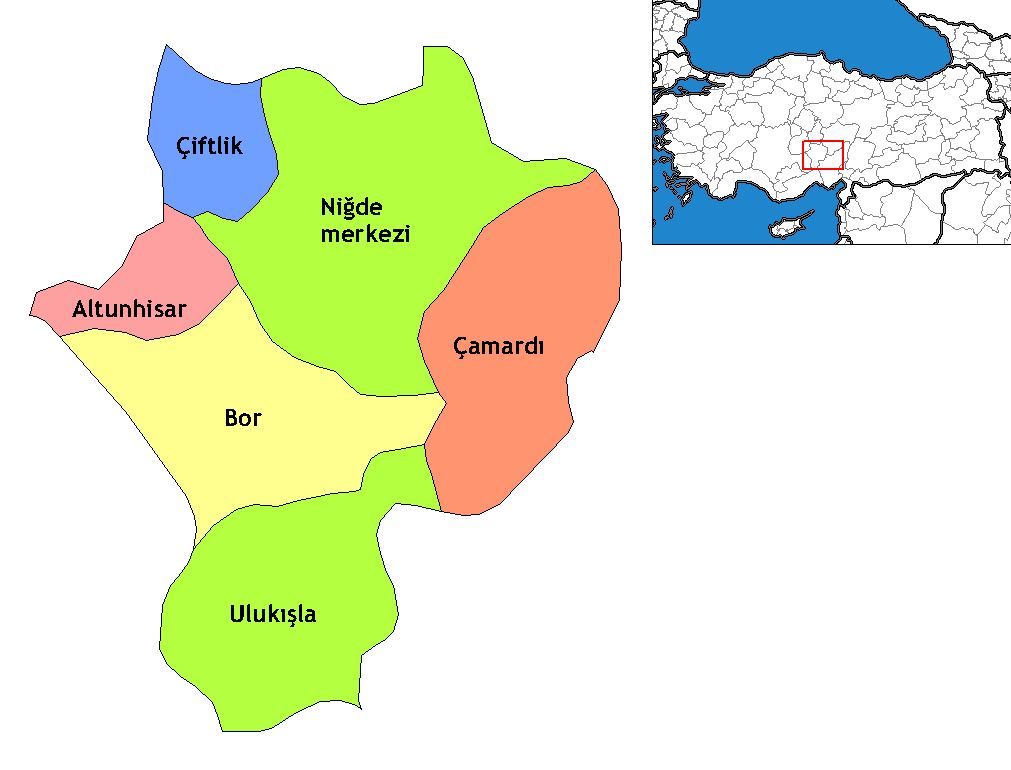

Іл Нігде ділиться на 6 районів:
1. Алтунхісар (Altunhisar)
2. Бор (Bor)
3. Чамарди (Çamardı)
4. Чифтлик (Çiftlik)
5. Нігде (Niğde)
6. Улукишла (Ulukışla)

## Економіка
Нігде займає вигідну економічну позицію завдяки сусідству з процвітаючими провінціями Конья в Центральній Анатолії і Адана на Середземному морі. Поблизу знаходяться аеропорти Кайсері і Невшехір, і проходять туристичні маршрути.
Найрозвиненіше сільське господарство: вирощуються яблука, картопля, капуста, зернові, буряки. Населення зайняте також в молочній та м'ясопереробній промисловості, бджільництві та рибальстві.

## Цікаві факти
Гори Аладаг і Болкар в Таурусі взимку є відомими гірськолижними курортами, а влітку - велосипедними й альпіністськими маршрутами. За Аладаг проходять самі улюблені альпіністські траси, що починаються з сіл Демірказик і Чукурбаг. На Болкарі знаходяться 7-кілометрова гірськолижна траса, озеро в кратері вулкана, а навесні гора усипана квітами.
В провінції Ніде розташовано безліч старовинних церков, мечетей та підземних міст, серед них:
- Підземне місто Конакли;
- Античне місто Т'яна;
- Римський водопровід в районі Бор;
- Церква Андавал;
- Монастир Гюмюшлер;
- Фортеця Нігде;
- Великі мечеті Стамбул-Ібор;
- Медресе Ак, медресе Зинджиріє;
- Мечеті: Алаеддін, Сунгур Бек, Ханім, Паша і Шейх-Ільяс, Диш-Джамі, Сари, Шах;
- Великий критий базар Нідге;
- Заїжджі двори: Алай, Султан, Агзи Кара і Окюз Мехмед паша;
- Келія Хюдавенд-Хатуна;
- Усипальниця Гюндогду.

А також:
- Музей міста Нігде;
- Долина Іхлара;
- Гарячі мінеральні джерела Гюзельюрт, Чифтехан і Зіга;
- Водопій Іхлара;
- Барельєф Гекбез.